# Germering

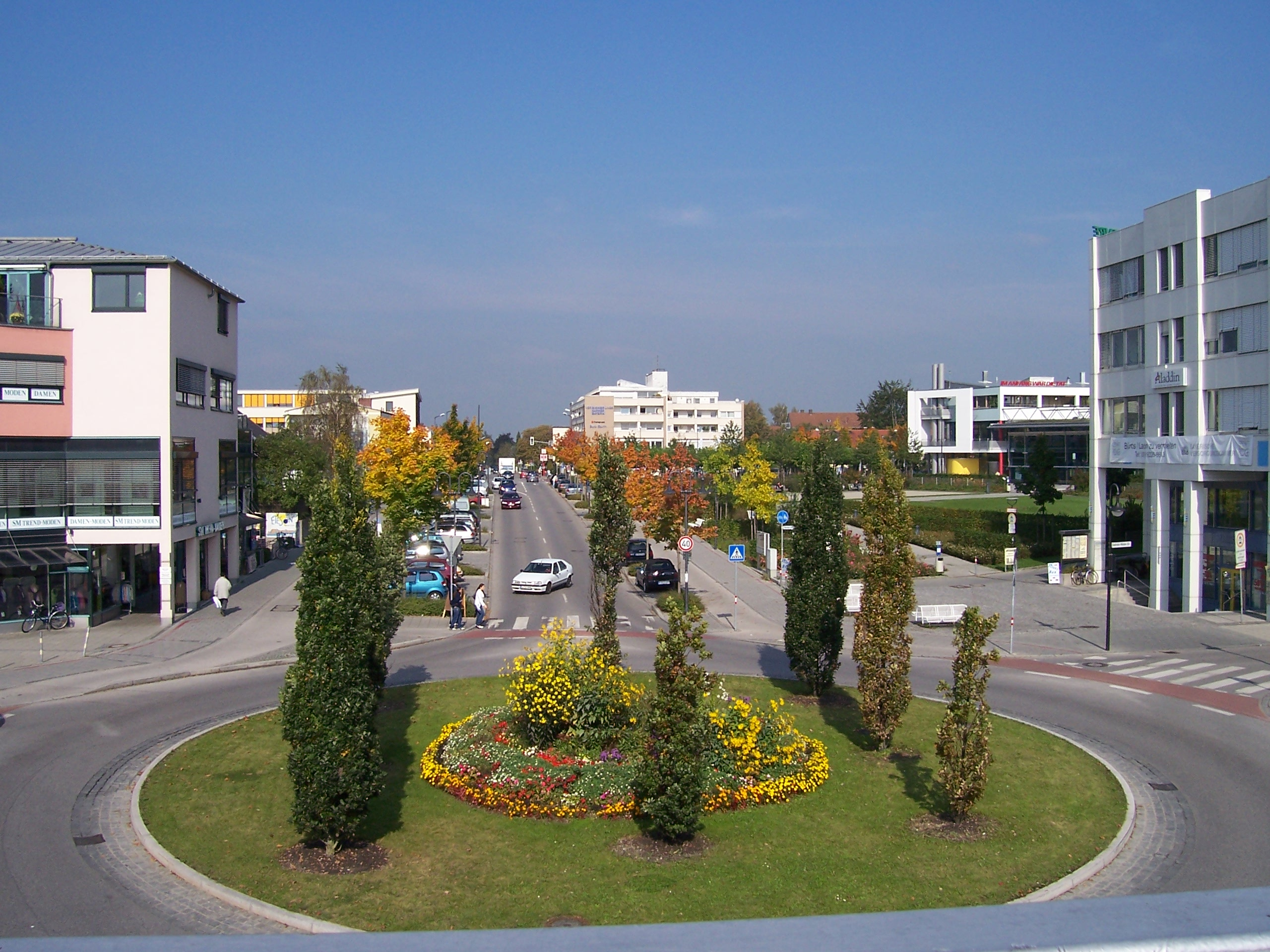
Germering

Germering este un oraș din Bavaria Superioară, landul Bavaria, Germania.